# Đông Xuyên vương
Đông Xuyên Vương (209–248, trị vì 227–248) là quốc vương thứ 11 của Cao Câu Ly, vương quốc cực bắc trong Tam Quốc Triều Tiên.

## Bối cảnh
Ông là cháu của vị quốc vương Cao Câu Ly thứ 8 tức Tân Đại Vương và là con trai của vị quốc vương thứ 10 tức Sơn Thượng Vương. Mẫu thân của ông là đệ nhị vương hậu của Sơn Thượng Vương, xuất thân từ Tửu Dũng thôn (Jutongchon). Ông trở thành thế tử năm 213, và lên ngôi sau cái chết của Sơn Thượng Vương.

## Trị vì
Trong suốt những năm đầu trị vì, Đông Xuyên Vuơng phải đối mặt với quyền lực lớn của Thái hậu Vu thị cùng thế lực ngoại thích hùng mạnh của Vu thị trong triều, cho đến khi bà qua đời năm 234. Năm 238, Đông Xuyên Vương đã liên minh với Ngụy nhằm tiêu diệt gia tộc Công Tôn và xóa bỏ ảnh hưởng của thế lực này tại bán đảo Liêu Đông và các khu vực biên giới khác của Cao Câu Ly. Công Tôn Uyên bại trận, song đồng minh của Cao Câu Ly, tức nhà Ngụy, lại trở thành một mối đe dọa mới.
Cao Câu Ly củng cố sức mạnh của mình, và tiến hành chinh phục các vùng lãnh thổ trên bán đảo Triều Tiên nằm dưới sự kiểm soát của Trung Quốc. Cao Câu Ly đã khởi xướng chiến tranh Cao Câu Ly-Ngụy vào năm 242, mục đích là nhằm cố gắng cắt đứt sự tiếp cận của Trung Quốc với các lãnh thổ của họ ở Triều Tiên bằng cách chiếm giữa các vị trí phòng thủ. Tuy nhiên, quân Ngụy đã đáp lại bằng việc xâm lược và đánh bại Cao Câu Ly. Hoàn Đô (Hwando) bị quân Ngụy phá hủy để trả thù vào năm 244.
Đông Xuyên Vương cử một đội quân tấn công thành Liêu Đông của Nguỵe vào năm 242 nhằm mở mang lãnh thổ Cao Câu Ly, nhưng Ngụy đã trở đũa bằng một cách bạo lực nhất hai năm sau đó. Năm 244, Ngụy cử một đội quân khoảng 10.000 lính đến Cao Câu Ly và chiếm kinh đô là thành Hoàn Đô, buộc Đông Xuyên Vương phải chạy trốn khỏi kinh đô.
Sau đó, theo sử sách Triều Tiên, Tam quốc sử ký, một viên tướng Cao Câu Ly tên là Nữu Do (유유, 紐由, Yu Yu) đã tiếp cận các trại lính Ngụy và lừa chỉ huy Ngụy nghĩa rằng Cao Câu Ly đến để đầu hàng. Nữu Do nhân cơ hội này giết viên tướng chỉ huy và sau đó tự sát, gây nên hỗn loạn và bất hòa lớn trong quân đội Ngụy. Đông Xuyên Vương nhận được tin Nữu Do chết và lệnh tổ chức tưởng niệm hành động anh dũng này. Sau đó, ông lãnh đạo quân đội của mình tấn công đẩy lui quân Ngụy ra khỏi lãnh thổ Cao Câu Ly. Tướng Mật Hữu (밀우, 密友, Mil U) và Lưu Ốc Câu (유옥구, 劉屋句, Yu Okgu) cũng đẩy lui các lực lượng Ngụy. Quân Cao Câu Ly thắng trận này, và lấy lại được tất cả các lãnh thổ từng bị mất trong những lần thất bại trước Ngụy trước đây. Tuy nhiên điều này không giống như điều ghi trong sử sách Trung Hoa, và Hiroshi Ikeuchi đã chỉ ra lỗi của nó: tác giả của đoạn văn này trong Tam quốc sử ký coi vùng Nam Ốc Trở và Lạc Lãng là giống nhau, trong khi trên thực tế chúng nằm ở hai mặt đối diện nhau của bán đảo; cũng vậy, việc sách ghi "Đông bộ" với Nữu Do và Mật Hữu là lỗi thời, vì Cao Câu Ly không chi đất nước thành các bộ cho đến thời kỳ giữa của vương quốc — tức sau thời Đông Xuyên Vương cai trị. Do vậy, Ikeuchi coi câu chuyện trong Tam quốc sử ký về cuộc xâm lược của Ngụy là không đáng tin cậy.
Năm 243, ông phong con trai là Nhiên Phất làm thế tử kế vị ngôi báu. Ông cũng cho quân tấn công Tân La, một quốc gia khác trong Tam Quốc ở phía nam, vào năm 245 nhưng về sau hai bên đã hòa năm 248.

## Mất và kế vị
Đông Xuyên ngã bệnh và qua đời vào năm 248 sau 22 năm trị vì. Lăng mộ của ông được cho là nằm tại tỉnh Pyongan Nam gần Bình Nhưỡng, Bắc Triều Tiên. Ông cũng được cho là đã có có nhiều người vì quá yêu kính mà chết theo. Thế tử Nhiên Phất kế vị cha và trở thành Trung Xuyên Vương ngay sau cái chết của phụ thân.